# Бехтерев, Дмитрий Николаевич
Дми́трий Никола́евич Бе́хтерев (род. 4 ноября 1949, Калинин) — советский гребец, серебряный призёр Олимпийских игр.

## Карьера
На Олимпиаде в Монреале Дмитрий в составе распашной двойки с рулевым вместе с Юрием Шуркаловым и Юрием Лоренцсоном завоевал серебряную медаль.